# Marschall-Eiche

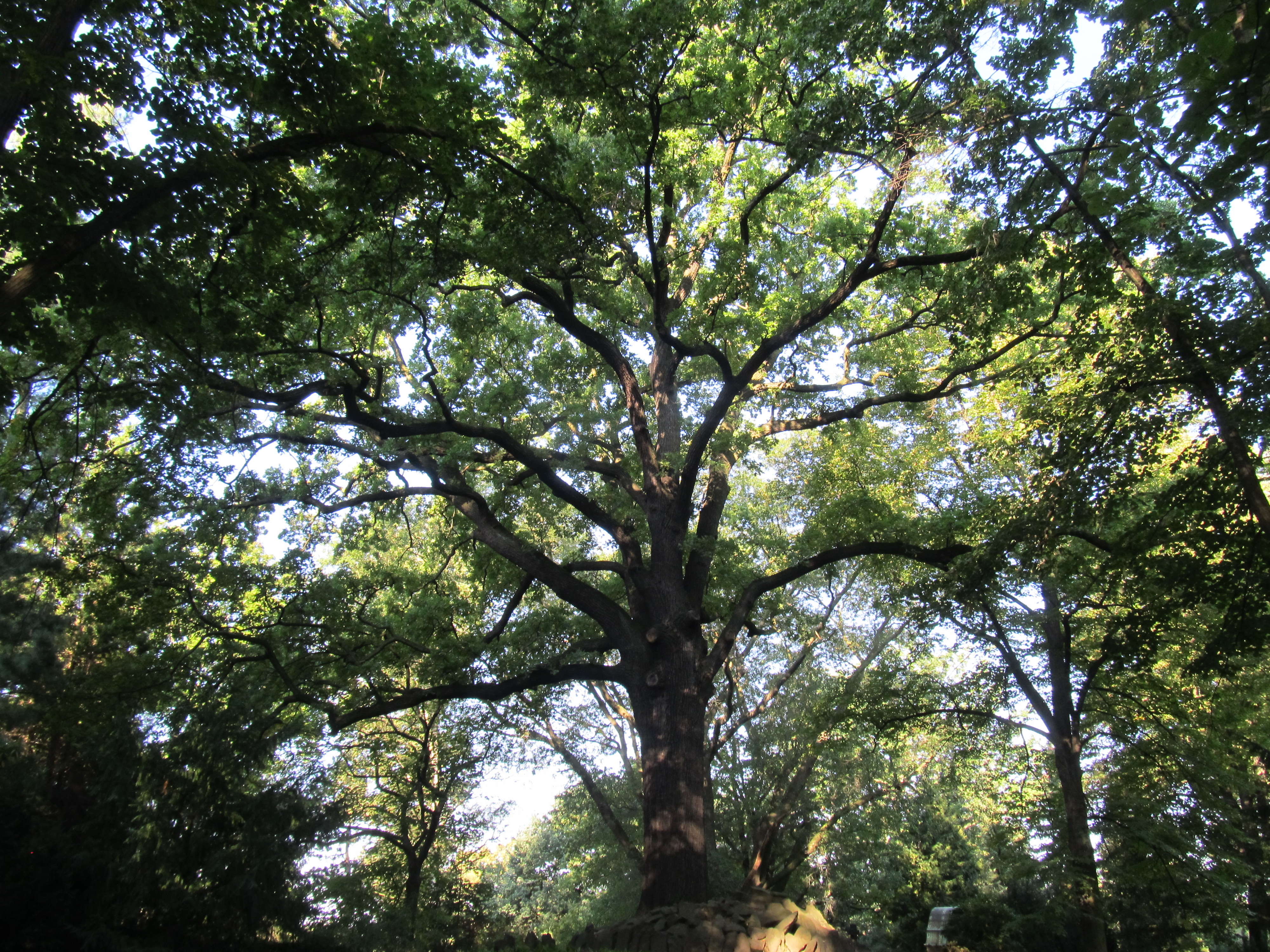
Marschall-Eiche

Die Marschall-Eiche, auch Marschalleiche und Marschalls-Eiche, ist ein Gedenkbaum in Dresden. Die 1868 gepflanzte Eiche in der Leipziger Vorstadt gehört als Einzeldenkmal zur denkmalpflegerischen Sachgesamtheit St.-Pauli-Friedhof, der außerdem als Gartendenkmal ausgewiesen ist.

## Lage

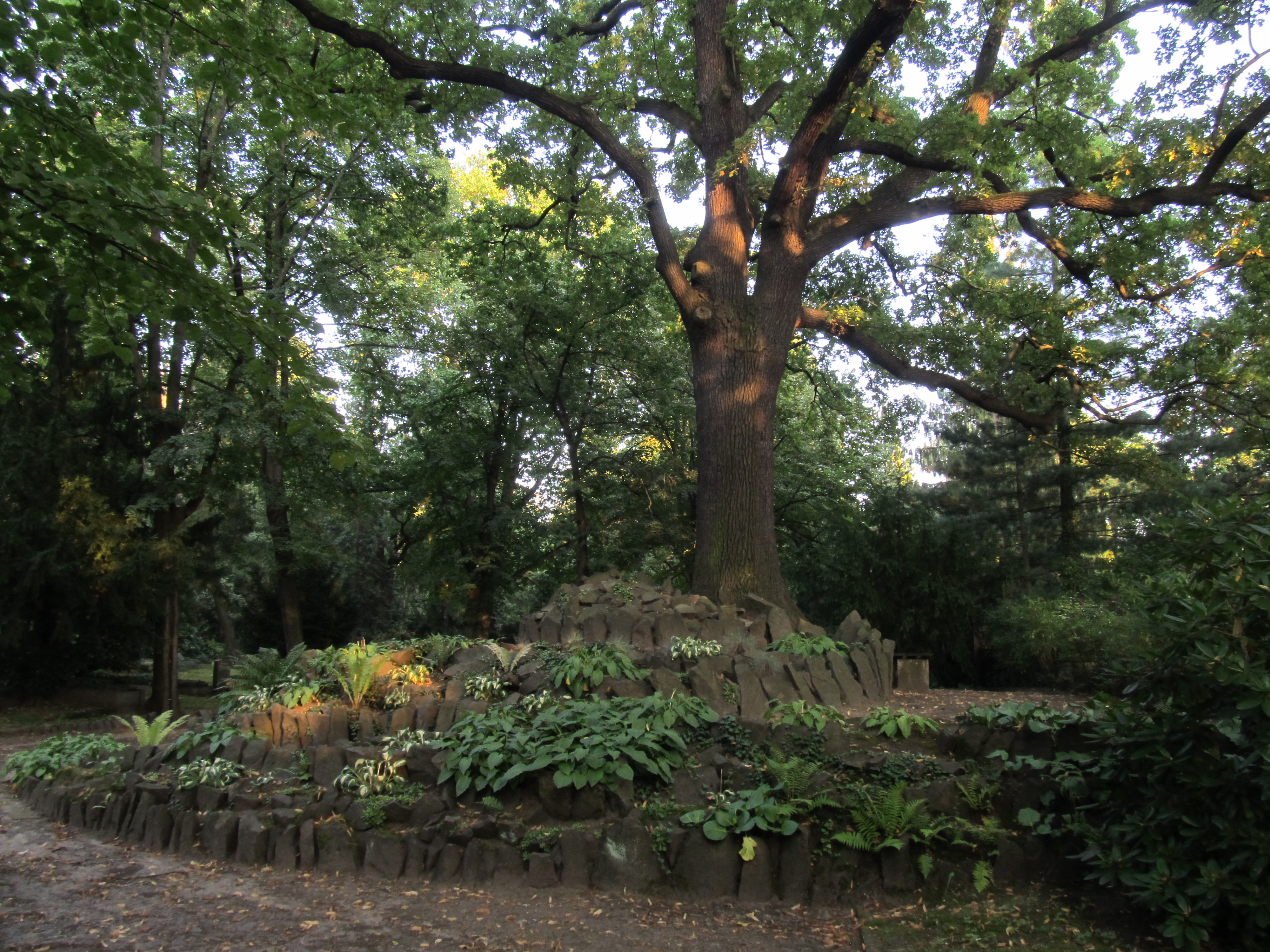
Standort auf einem Hügel

Die Marschall-Eiche steht auf dem naturnahen St.-Pauli-Friedhof rund 150 Meter östlich vom an der Radeburger Straße befindlichen Haupteingang bzw. etwa 75 Meter östlich der Leichenhalle, nordöstlich der alten Friedhofsmauer, auf einem kleinen Hügel im Grabfeld BII. Vor dem Baum befindet sich ein Gedenkstein.
Etwa 20 Meter westlich entfernt steht jenseits der Friedhofsmauer die 1880 gepflanzte Meschwitz-Eiche.

## Geschichte

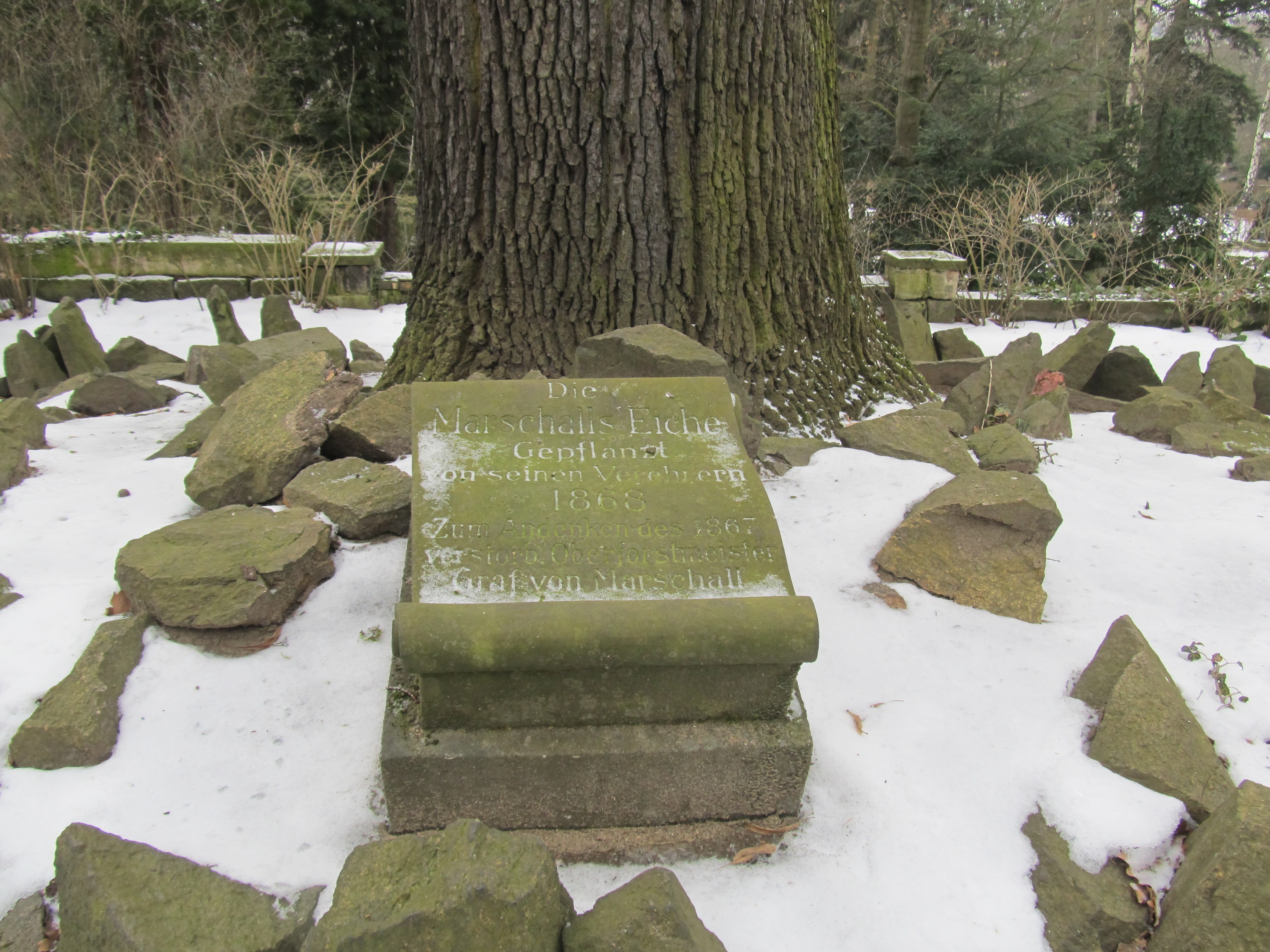
Gedenkstein vor der Marschall-Eiche

Im Gedenken an den verdienstvollen königlich-sächsischen Kammerherrn und Oberforstmeister Theodor Marschall (* 25. Mai 1791; † 21. August 1867) pflanzten seine Verehrer 1868 diese Eiche vor dem St.-Pauli-Friedhof und statteten sie mit einem Gedenkstein aus. Dieser trägt die Aufschrift:
Die

Marschalls Eiche

Gepflanzt

von seinen Verehrern

1868

Zum Andenken des 1867

verstorb. Oberforstmeister

Graf von Marschall
Als der Friedhof um 1900 zu klein wurde, erfolgte eine Erweiterung in nördlicher Richtung zur heutigen Stauffenbergallee hin. Dabei wurde die Marschall-Eiche mit in den Friedhof einbezogen.